# Discografia di Tinashe
La discografia di Tinashe, cantante statunitense, comprende quattro album in studio, quattro mixtape, un EP e 34 singoli, di cui diciassette in collaborazione con altri artisti.

## Album

### Album in studio
| Anno | Titolo | Posizione massima | Posizione massima | Posizione massima | Posizione massima | Posizione massima | Posizione massima |
| Anno | Titolo | US                | AUS               | CAN               | FRA               | NLD               | UK                |
| ---- | --- | ----------------- | ----------------- | ----------------- | ----------------- | ----------------- | ----------------- |
| 2014 | Aquarius - Pubblicato: 3 ottobre 2014 - Etichetta: RCA Records - Formati: CD, download digitale, streaming                   | 17                | 57                | —                 | 167               | —                 | 78                |
| 2016 | Nightride - Pubblicato: 4 novembre 2016 - Etichetta: RCA Records - Formati: download digitale, streaming                     | 89                | —                 | —                 | —                 | —                 | —                 |
| 2018 | Joyride - Pubblicato: 13 aprile 2018 - Etichetta: RCA Records - Formati: CD, LP, download digitale, streaming                | 58                | 76                | 55                | —                 | 103               | 78                |
| 2019 | Songs for You - Pubblicato: 21 novembre 2019 - Etichetta: Tinashe Music Inc. - Formati: CD, LP, download digitale, streaming | 147               | —                 | —                 | —                 | —                 | —                 |

### Mixtape
| Anno | Titolo e dettagli                                                                                    |
| ---- | --- |
| 2012 | In Case We Die - Pubblicato: 1º febbraio 2012 - Etichetta: Indipendente - Formati: download digitale |
| 2012 | Reverie - Pubblicato: 6 febbraio 2012 - Etichetta: Indipendente - Formati: download digitale         |
| 2013 | Black Water - Pubblicato: 26 novembre 2013 - Etichetta: Indipendente - Formati: download digitale    |
| 2015 | Amethyst - Pubblicato: 16 marzo 2015 - Etichetta: Indipendente - Formati: download digitale          |

## Extended play
| Anno | Titolo e dettagli                                                                                                   |
| ---- | --- |
| 2020 | Comfort & Joy - Pubblicato: 25 novembre 2020 - Etichetta: Tinashe Music LLC - Formati: download digitale, streaming |

## Singoli

### Come artista principale
| 2014                                                                                          | 2 On (feat. Schoolboy Q)                         | 24  | 29 | 74  | 180 | 127 | Aquarius      |
| 2014                                                                                          | Pretend (feat. ASAP Rocky)                       | 117 | —  | —   | —   | —   | Aquarius      |
| 2015                                                                                          | All Hands on Deck (solo o feat. Iggy Azalea)     | 101 | 45 | —   | —   | —   | Aquarius      |
| 2015                                                                                          | Player (feat. Chris Brown o AK-69)               | 103 | 90 | —   | —   | 85  | Joyride       |
| 2016                                                                                          | Superlove                                        | —   | —  | —   | —   | —   | Joyride       |
| 2016                                                                                          | Company                                          | —   | —  | —   | —   | —   | Nightride     |
| 2017                                                                                          | Flame                                            | —   | —  | —   | —   | —   | Joyride       |
| 2017                                                                                          | Up in This (con Blackbear)                       | —   | —  | —   | —   | —   | Cybersex      |
| 2018                                                                                          | No Drama (feat. Offset)                          | 123 | —  | —   | —   | —   | Joyride       |
| 2018                                                                                          | Faded Love (feat. Future)                        | —   | —  | —   | —   | —   | Joyride       |
| 2018                                                                                          | Me So Bad (feat. Ty Dolla Sign e French Montana) | —   | —  | 108 | —   | —   | Joyride       |
| 2019                                                                                          | Die a Little Bit (feat. Ms. Banks)               | —   | —  | —   | —   | —   | Songs for You |
| 2019                                                                                          | Touch & Go (con 6lack)                           | —   | —  | —   | —   | —   | Songs for You |
| 2020                                                                                          | Save Room for Us (feat. Makj)                    | —   | —  | —   | —   | —   | Songs for You |
| 2020                                                                                          | Only (con Zhu)                                   | —   | —  | —   | —   | —   | N.D.          |
| 2020                                                                                          | Rascal (Superstar)                               | —   | —  | —   | —   | —   | N.D.          |
| 2020                                                                                          | Dance like Nobody's Watching (con Iggy Azalea)   | —   | —  | —   | —   | —   | End of an Era |
| "—" indica che l'opera non si è classificata o che non è stata pubblicata in quel territorio. |                                                  |     |    |     |     |     |               |

### Come artista ospite
| Anno                                                                                          | Titolo                                                              | Posizione massima | Posizione massima | Posizione massima | Posizione massima | Posizione massima | Posizione massima | Posizione massima | Posizione massima | Posizione massima | Posizione massima | Album                    |
| Anno                                                                                          | Titolo                                                              | US                | AUS               | CAN               | FRA               | GER               | IRE               | NLD               | NZ                | SWI               | UK                | Album                    |
| --------------------------------------------------------------------------------------------- | ------------------------------------------------------------------- | ----------------- | ----------------- | ----------------- | ----------------- | ----------------- | ----------------- | ----------------- | ----------------- | ----------------- | ----------------- | ------------------------ |
| 2011                                                                                          | Artificial People (OGM feat. Tinashe)                               | —                 | —                 | —                 | —                 | —                 | —                 | —                 | —                 | —                 | —                 | N.D.                     |
| 2011                                                                                          | Cake (Bobby Brackins feat. Tinashe)                                 | —                 | —                 | —                 | —                 | —                 | —                 | —                 | —                 | —                 | —                 | N.D.                     |
| 2014                                                                                          | Body Language (Kid Ink feat. Usher e Tinashe)                       | 72                | —                 | —                 | 104               | 54                | —                 | —                 | —                 | —                 | 46                | Full Speed               |
| 2014                                                                                          | Jealous (Remix) (Nick Jonas feat. Tinashe)                          | —                 | —                 | —                 | —                 | —                 | —                 | —                 | —                 | —                 | —                 | Nick Jonas X2            |
| 2015                                                                                          | Drop That Kitty (Ty Dolla Sign feat. Charli XCX e Tinashe)          | —                 | —                 | —                 | 187               | —                 | —                 | —                 | —                 | —                 | —                 | N.D.                     |
| 2015                                                                                          | I Wanna Get Better (Bleachers feat. Tinashe)                        | —                 | —                 | —                 | —                 | —                 | —                 | —                 | —                 | —                 | —                 | Terrible Thrills, Vol. 2 |
| 2015                                                                                          | All My Friends (Snakehips feat. Tinashe e Chance the Rapper)        | 103               | 3                 | 82                | —                 | 67                | 15                | 29                | 2                 | 54                | 5                 | All My Friends           |
| 2016                                                                                          | Just Say (KDA feat. Tinashe)                                        | —                 | —                 | —                 | —                 | —                 | —                 | —                 | —                 | —                 | 88                | N.D.                     |
| 2016                                                                                          | Duele el corazón (Enrique Iglesias feat. Tinashe e Javada)          | —                 | —                 | —                 | —                 | —                 | —                 | —                 | —                 | —                 | —                 | N.D.                     |
| 2016                                                                                          | All Caught Up (GTA feat. Tinashe)                                   | —                 | —                 | —                 | —                 | —                 | —                 | —                 | —                 | —                 | —                 | Good Times Ahead         |
| 2016                                                                                          | Freal Luv (Far East Movement e Marshmello feat. Chanyeol e Tinashe) | —                 | —                 | —                 | —                 | —                 | —                 | —                 | —                 | —                 | —                 | Identity                 |
| 2016                                                                                          | Slumber Party (Britney Spears feat. Tinashe)                        | 86                | —                 | 51                | 121               | —                 | —                 | —                 | —                 | —                 | —                 | Glory                    |
| 2017                                                                                          | Text from Your Ex (Tinie Tempah feat. Tinashe)                      | —                 | —                 | —                 | —                 | —                 | 60                | —                 | —                 | —                 | 23                | Youth                    |
| 2017                                                                                          | Quit You (Lost Kings feat. Tinashe e Javada)                        | —                 | —                 | —                 | —                 | —                 | —                 | —                 | —                 | —                 | —                 | N.D.                     |
| 2018                                                                                          | Might Die Young (Bobby Brackins feat. Olivia O'Brien e Tinashe)     | —                 | —                 | —                 | —                 | —                 | —                 | —                 | —                 | —                 | —                 | To Kill for              |
| 2020                                                                                          | Play Fight (They. feat. Tinashe)                                    | —                 | —                 | —                 | —                 | —                 | —                 | —                 | —                 | —                 | —                 | The Amanda Tape          |
| 2020                                                                                          | Glitch (Buddy feat. Tinashe)                                        | —                 | —                 | —                 | —                 | —                 | —                 | —                 | —                 | —                 | —                 | N.D.                     |
| "—" indica che l'opera non si è classificata o che non è stata pubblicata in quel territorio. |                                                                     |                   |                   |                   |                   |                   |                   |                   |                   |                   |                   |                          |